# ジェイ・リッチ＝バグエロウ
ジェイ・リッチ＝バグエロウ（Jay Rich-Baghuelou, 1999年10月22日 - ）は、オーストラリア・シドニー出身のサッカー選手。EFLリーグ1・アクリントン・スタンリーFC所属。ポジションはディフェンダー。

## 経歴
オーストラリアのシドニーで生まれ、クイーンズランド州のナショナルプレミアリーグのゴールド・コースト・シティでプレーした後、10代で英国に渡る。
当初はストライカーとしてプレーしていたが、ダリッジ・ハムレットFCでプレーするうちに、ディフェンダーに転向した。クリスタル・パレスFCのショーン・デリーにスカウトされ、クリスタル・パレスでトライアルを受け、その後契約を結んだ。
2022年1月14日、リーグ1のアクリントン・スタンリーFCに加入した。